# Hellmuth Simons
Hellmuth Carl Rudolf Simons, auch H. C. R. Simons (* 17. April 1893 in Düsseldorf; † 1969) war ein deutscher Biologe und Bakteriologe.

## Leben und Tätigkeit
Hellmuth Simons, Sohn eines Düsseldorfer Bankiers, besuchte das Städtische Realgymnasium an der Rethelstraße und legte dort Ostern 1912 die Reifeprüfung ab. Anschließend studierte er an der Universität Freiburg im Breisgau Naturwissenschaften, insbesondere Zoologie und Chemie. Im März 1914 besuchte er einen parasitologischen Kurs bei Theodor von Wasielewski in Heidelberg, danach hielt er sich zweieinhalb Monate zu Studien an der Zoologischen Station Villefranche auf. Bei Ausbruch des Ersten Weltkrieges wurde Simons eingezogen, später aber aus gesundheitlichen Gründen vom aktiven Dienst entlassen und im Oktober 1915 an das Pathologische Institut der Akademie für praktische Medizin in Düsseldorf kommandiert. Dort war er bei Johann Georg Mönckeberg als wissenschaftlicher Hilfsarbeiter tätig und schrieb an seiner Dissertation über die Nagana bei Hunden, aufgrund derer er an der Universität Freiburg promoviert wurde. Anfang November 1916 wurde er an das Biochemische Institut der Düsseldorfer Akademie versetzt, wo er sich weiterhin der Erforschung von Trypanosomen widmete. Von 1920 bis 1925 war er Forscher am Biebrich-Amöneburg Laboratorium, dann von 1925 bis 1933 Forscher beim Konzern I.G. Farben. Als seine Spezialgebiete galten die Parasitologie und Mikrobiologie.
Nach dem Machtantritt der Nationalsozialisten im Jahr 1933 ging Simons in die Emigration. Seit 1936 war er bei Hoffmann-La Roche in Basel als Forscher tätig. Ab 1936 lebte er in Großbritannien, wo er in der Bücherei des British Museums und am Molteno Institute der Universität Cambridge arbeitete. Um 1937 ging er nach Paris, wo er als Gast am Institut Pasteur in Paris zu Tropenkrankheiten forschte.
Als Emigrant betätigte Simons sich aktiv an der Bekämpfung des nationalsozialistischen Regimes: 1934 war er über den britischen Journalisten Wickham Steed mit Helmuth Klotz, einem der führenden, von der Emigration aus gegen den Hitler-Staat arbeitenden Gegner des Nationalsozialismus, in Kontakt gekommen. Auf Klotz’ Vermittlung wirkte er als wissenschaftlicher Berater von Heinz Liepmann an dessen Buch über chemische und bakteriologische Kriegsführung Death from the Skies. A Study of Gas and Microbial Warfare mit, mit dem dieser die übrigen europäischen Mächte vor den Gefahren einer Aufrüstung des nationalsozialistischen Regimes warnte. Auch mit Klotz arbeitete er auf diesem Gebiet zusammen. Dies hatte zur Folge, dass Klotz, nachdem er während des Zweiten Weltkriegs in die Gewalt der Nationalsozialisten geraten war, als er 1942 vor dem nationalsozialistischen Volksgerichtshof wegen Hochverrat angeklagt wurde vom Vorsitzenden Richter Roland Freisler u. a. als Vorwurf zur Last gelegt wurde, dass er mit Simons (der sich hierzu des Decknamens „Wilhelms“ bedient habe) zusammengearbeitet habe.
Simons selbst wurde nach seiner Emigration von den nationalsozialistischen Polizeiorganen als Staatsfeind eingestuft: Im Frühjahr 1940 setzte das Reichssicherheitshauptamt in Berlin ihn auf die Sonderfahndungsliste G.B., ein Verzeichnis von Personen, die im Falle einer erfolgreichen Invasion und Besetzung der britischen Inseln durch die Wehrmacht von den Besatzungstruppen nachfolgenden Sonderkommandos der SS mit besonderer Priorität ausfindig gemacht und verhaftet werden sollten. Sein Bruder Arthur Simons, Neurologe in Berlin, wurde 1942 im Rahmen des Holocaust ermordet.
Nach Beginn des Zweiten Weltkriegs wurde Simons, da formal noch immer deutscher Staatsbürger, von den französischen Behörden als „Angehöriger einer feindlichen Macht“ gemeinsam mit seinem Sohn in Marseille interniert. Nach der deutschen Besetzung Frankreichs gelang es ihm, ins neutrale Ausland zu gelangen.
Spätestens seit 1943 forschte Simons am Züricher Polytechnischen Institut. Zu dieser Zeit stand er in Verbindung mit Allen Welsh Dulles, dem Vertreter des amerikanischen Auslandsnachrichtendienst OSS in der Schweiz, den er mit Informationen über die Möglichkeiten des deutschen Staates auf dem Gebiet der biologischen und chemischen Kriegsführung versorgte. Aus dieser Zeit hat sich ein Bericht Dulles’ vom Dezember 1943 erhalten, in dem er festhält, dass Simons ihm gegenüber die Befürchtung geäußert habe, dass das Deutsche Reich in der gegebenen Situation auf das Mittel der bakteriologischen Kriegsführung zurückgreifen könnte, in welchem Fall er, Simons, annehme, dass das deutsche Militär das Gift bacillus botulinus als die wahrscheinlich effektivste Waffe, die es in diesem Bereich besitze, verwenden würde. Als Einrichtungen, die in der Lage seien, dieses Gift in großem Umfang herzustellen nannte er die IG-Farben-Werke, das Forschungslabor des Heereswaffenamtes in Berlin und die Behring-Fabrik in Marburg. Simons Auffassung beruhte allerdings nur auf Schlussfolgerungen, die er aufgrund des Expertenwissens, das er aufgrund seiner Tätigkeit als einer der bis 1939 führenden Bakteriologen innerhalb des Reichsgebietes hinsichtlich der grundsätzlichen Strukturen und Entwicklungspotentiale der dortigen Forschung und ihrer Adaptierung für Militärzwecke besaß, gezogen hatte, als auf konkreten neuen Informationen über tatsächliche Pläne und Aktivitäten auf dem Gebiet der bakteriologischen Kriegsführung.
Seit 1947 unterrichtete Simons Biologie am Philadelphia College of Pharmacy and Science.
Nach ihm ist das bakterielle Genus Simonsiella benannt.

## Schriften
- Beiträge zur Kenntnis der experimentellen Nagana, in: Zeitschrift für Hygiene und Infektionskrankheiten, Band 87, Heft 1 (1918), S. [1]–60. (Dissertation)
- mit R. von den Velden: Zur Klinik der experimentellen Nagana bei Hunden nebst einigen strahlentherapeutischen Versuchen, in: Zeitschrift für Hygiene und Infektionskrankheiten, Bd. 87, Heft 1 (1918), S. [61]–76.
- mit Johann Georg Mönckeberg: Zur pathologischen Anatomie der experimentellen Nagana bei Hunden, in: Zeitschrift für Hygiene und Infektionskrankheiten, Bd. 87, Heft 1 (1918), S. [77]–118.